# Josef Jelínek (politik)
Josef Jelínek (3. března 1913 – 6. října 1993) byl český a československý politik a poslanec Sněmovny národů Federálního shromáždění za normalizace.

## Biografie
K roku 1971 se profesně uvádí jako řidič. Ve volbách roku 1971 zasedl do české části Sněmovny národů (Středočeský kraj). Ve Federálním shromáždění setrval do konce funkčního období, tedy do voleb roku 1976.